# Миртл Појнт (Орегон)
Миртл Појнт (енгл. Myrtle Point) град је у америчкој савезној држави Орегон.

## Демографија
По попису из 2010. године број становника је 2.514, што је 63 (2,6%) становника више него 2000. године.
| Група             | 2000.         | 2010.         |
| Белци             | 2.222 (90,7%) | 2.199 (87,5%) |
| Афроамериканци    | 7 (0,3%)      | 11 (0,4%)     |
| Азијати           | 3 (0,1%)      | 4 (0,2%)      |
| Хиспаноамериканци | 87 (3,5%)     | 116 (4,6%)    |
| Укупно            | 2.451         | 2.514         |